# 1688 az irodalomban
Az 1688. év az irodalomban.

## Új művek
- Jean de La Bruyère: Les Caractères ou les Mœurs de ce siècle (Jellemek vagy századunk erkölcsei); ugyanebben az évben még öt, egyre bővülő kiadása volt, „az 1694-i, nyolcadik kiadásban már megháromszorozódott a terjedelem.”[1]
- Charles Perrault: Parallèles des Anciens et des Modernes (Párhuzam a régiek és a modernek között) 1688–1696.
- Perrault-val szemben a francia irodalmi vitában Bernard Fontenelle a modernek mellett áll ki: Digression sur les Anciens et les Modernes (Eltérés a régiektől és a modernektől).
- Ihara Szaikaku japán író műve: Buke giri monogatari (’Történetek a szamurájbecsületről’).

## Születések
- február 4. – Pierre Marivaux francia regény- és drámaíró († 1763)
- május 21. – Alexander Pope angol költő, a 18. század első felének legnagyobb költőjeként tartják számon; legismertebb költeménye The Rape of the Lock (1712; Fürtrablás) († 1744)

## Halálozások
- május 14. – Antoine Furetière jogász, francia költő, mese- és regényíró, lexikográfus (* 1619)
- augusztus 31. – John Bunyan angol vallási író és baptista prédikátor (* 1628)
- november 26. – Philippe Quinault francia drámaíró és librettista (* 1635)
- november 28. – Bohuslav Balbín cseh jezsuita szerzetes, író, történetíró, a cseh nyelv védelmezője (* 1621)